# Operaciones de Mercado Abierto
Las operaciones de mercado abierto ( u OMA para abreviar) son todas aquellas operaciones de compra-venta realizadas por el Banco central.
Son una de las medidas de planificación de política monetaria que puede llevarse a cabo en un mercado abierto, acompañadas con determinados ajustes o modificaciones de la tasa de interés, de la tasa de cambio y de la tasa de encaje bancaria y operaciones con el sector público y con el propio sector bancario.
Se dice que este tipo de operaciones se realizan (valga la redundancia) en un "mercado abierto" o "semi-abierto" porque la compra o venta de títulos públicos (u otra clase de títulos como los semi-privados) por parte del banco central no se realiza directamente con quien emite el título.

## Efectos sobre la economía
Además del encaje bancario que obliga a los bancos del sistema a mantener en el banco central una reserva porcentual a sus obligaciones depositarias a su cargo, el banco central cuenta con las operaciones de mercado abierto como instrumento de política monetaria, que le permite restringir o ampliar la oferta monetaria, alterando la cantidad de depósitos bancarios. Para ello, los agentes del banco central se dirigen al mercado público. Estas operaciones se caracterizan por la aceptación del público en el contexto económico y un rezago de instrumentalización leve en comparación con las otras medidas de carácter monetario. Dadas estas características se puede considerar que las OMA en una economía estable pueden reducir los riesgos sistemáticos de las operaciones de planificación monetaria...

## Operaciones de mercado abierto del Banco Central Europeo
Las operaciones de mercado abierto del Banco Central Europeo se realizan a través de operaciones de carácter temporal, en las que el banco central compra activos mediante cesiones temporales o concede préstamos respaldados con una garantía de los receptores de los préstamos, son operaciones en las que se proporcionan fondos solo durante un tiempo limitado y especificado previamente.
Estas operaciones se dividen en las siguientes categorías, dependiendo de la finalidad y regularidad de las operaciones y de los procedimientos utilizados:
- operaciones principales de financiación, son las operaciones de mercado abierto más importantes ejecutada por el Eurosistema, utilizándose fundamentalmente para controlar los tipos de interés, gestionar la liquidez del mercado y señalar la orientación de la política monetaria, mediante la fijación de los tipos de interés oficiales del Banco Central Europeo.
- operaciones de financiación a plazo más largo, son operaciones de financiación periódicas, normalmente con vencimiento a tres meses, que proporcionan financiación adicional a plazo más largo al sector financiero y actúa normalmente como aceptante de tipos de interés.
- operaciones de ajuste, tienen por objeto regular la situación de liquidez del mercado y controlar los tipos de interés, particularmente para suavizar los efectos que en dichos tipos causan las fluctuaciones inesperadas de liquidez.
- operaciones estructurales, con el fin de modificar su posición estructural frente al sector financiero.[1]